# Гандичевский сельсовет
Гандичевский сельсовет — сельское поселение в Убинском районе Новосибирской области Российской Федерации.
Административный центр — село Новогандичево.

## История
Статус и границы сельского поселения установлены Законом Новосибирской области от 2 июня 2004 года № 200-ОЗ «О статусе и границах муниципальных образований Новосибирской области»

## Население
| 2002 | 2010 | 2012 | 2013 | 2014 | 2015 | 2016 |
| ---- | ---- | ---- | ---- | ---- | ---- | ---- |
| 732  | ↘497 | ↘482 | ↘469 | ↘448 | ↘445 | ↘434 |
| 2017 | 2018 | 2019 | 2020 | 2021 |      |      |
| ↘413 | ↘412 | ↘403 | ↘390 | ↘381 |      |      |

## Состав сельского поселения
| № | Населённый пункт | Тип населённого пункта       | Население |
| - | ---------------- | ---------------------------- | --------- |
| 1 | Белолебяжий      | посёлок                      | ↘51       |
| 2 | Новогандичево    | село, административный центр | ↘298      |
| 3 | Суходолье        | посёлок                      | ↘148      |